# Амаль
Движение Амаль (араб. حركة أمل‎ Харакат Амаль — «надежда»; сокр. от араб. أفواج المقاومة اللبنانية‎ Afwâj al-Muqâwama al-Lubnâniyya — «Группы ливанского сопротивления») — ливанская политическая партия, связанная с шиитской общиной Ливана. Была основана Мусой аль-Садром и Хусейном эль-Хусейни как «Движение угнетённых» (араб. حركة المحرومين‎ Харакат аль-махрумин) в 1974 году. Движение Амаль привлекло внимание шиитов после исчезновения Мусы аль-Садра и вновь обрело популярность после вторжения Израиля в Ливан в 1978 году. Иранская революция 1978—1979 годов также придала импульс этой партии. Движение Амаль, с небольшим отрывом, является крупнейшей шиитской партией в парламенте, занимая шестнадцать мест, против тринадцати от Хезболлы. Амаль состоит в союзе с Прогрессивной социалистической партией и с движением «Хезболла».
Нынешнее название движения первоначально использовалось движением изгнанных ополченцев, «Ливанскими полками сопротивления» (араб.: أفواج المقاومة اللبنانية). Это название, будучи сокращённым, превратилось в аббревиатуру «Амаль», что по-арабски означает «надежда».
Движение наиболее активно в южной части Ливана (в частности, в долине Бекаа) и южных кварталах Бейрута, где шииты составляют большинство населения.

## Происхождение

### Харакат аль-Махрумин
Харакат аль-Махрумин (араб.: حركة المحرومين, в переводе «Движение обездоленных» или «Движение лишённых наследства») было учреждено имамом Мусой аль-Садром и членом парламента Хусейном аль-Хусейни в 1974 году в попытке реформировать ливанскую систему, хотя начало можно проследить с 1969 года в заявлениях имама аль-Садра, призывавшего к миру и равенству между всеми ливанскими конфессиями и религиями, чтобы ни одна из них не оставалась «обездоленной», во всех регионах Ливана, отмечавшего, что шиитская община в Ливане остаётся самой бедной и наиболее игнорируемой ливанским правительством.
Признавая, что его опорной базой является «традиционно не представленная политически и экономически обездоленная» шиитская община, оно стремилось, по словам Палмер-Харика, добиваться социальной справедливости для всех обездоленных ливанцев. Несмотря на влияние исламских идей, это было светское движение, стремившееся объединить людей по общинным, а не религиозным или идеологическим линиям.
Движение пользовалось поддержкой многих конфессий, но его члены являлись преимущественно шиитами. По этой причине, движение рассматривалось как значительная шиитская сила, противостоявшая традиционной гегемонии шиитских семей в то время.
Греко-католический архиепископ бейрутский, Грегуар Хаддад был одним из основателей Харакат аль-Махрумин.
Движение было поглощено в 1975 году тем, что сейчас называется движением «Амаль».

### Ливанские полки сопротивления
20 января 1975 года «Ливанские полки сопротивления» (араб.: أفواج المقاومة اللبنانية | Afwaj al-Muqawama al-Lubnaniyya), также известные как «Батальоны ливанского сопротивления» или «Ливанские отряды сопротивления» (ЛОС), были сформированы в качестве военного крыла Харакат аль-Махрумин под руководством аль-Садра и стали известны как «Амаль» (араб.: أمل) от аббревиатуры «Afwaj al-Mouqawma Al-Lubnaniyya».

## Движение «Амаль»
«Амаль» стал одним из самых влиятельных шиитских мусульманских боевых организаций во время Гражданской войны в Ливане. Он укрепился благодаря своим связям с Сирией и 300 000 шиитских беженцев из Южного Ливана, бежавших от бомбардировок армии Израиля в начале 1980-х гг. Практическими целями «Амаля» были завоевание большего уважения к шиитскому населению Ливана и выделение большей доли правительственных ресурсов для южной части страны, где доминировали шииты.
В зените своего могущества ополчение насчитывало 14 000 человек. Амаль вёл длительную кампанию против палестинских беженцев во время Гражданской войны в Ливане (называемой войной лагерей). После «войны лагерей» «Амаль» вёл кровопролитную борьбу с соперничающей шиитской группировкой «Хезболла» за контроль над Бейрутом, что спровоцировало сирийское военное вмешательство. Сама «Хезболла» была сформирована религиозными членами «Амаля», которые ушли после того, как Набих Берри взял на себя полный контроль и последующую отставку большинства первых членов «Амаля».

###### Хронология событий
20 января 1975 года, Ливанские Отряды Сопротивления формируются как военное крыло «Движения Обездоленных» под руководством аль-Садра. В 1978 году основатель аль-Садр исчезает при загадочных обстоятельствах во время посещения Ливии. Его сменил Хусейн Эль-Хусейни на посту главы Амаля.
В 1979 году палестинские партизаны попытались убить тогдашнего Генерального секретаря Хусейна Эль-Хусейни, запустив ракеты в его дом за пределами Бейрута.
В 1980 году Хусейн эль-Хуссейни ушёл из руководства Амаль, отказавшись «окропить Амаль кровью» и сражаться бок о бок с ООП или любой другой фракцией.
В 1980 году Набих Берри стал одним из лидеров Амаля, что ознаменовало вступление Амаля в Гражданскую войну в Ливане.
Летом 1982 года Хусейн аль-Мусави, заместитель главы и официальный представитель Амаль, откололся, чтобы сформировать исламистское движение Amal. В мае 1985 года вспыхнули ожесточённые бои между амалем и палестинскими лагерными ополченцами за контроль над лагерями Сабра, Шатила и Бурдж-эль-Бараджна в Бейруте, вызвав так называемую «войну лагерей», которая продолжалась до 1987 года.
В декабре 1985 года Набих Берри из Амаля, Валид Джумблат из друзской Прогрессивной социалистической партии и Элие Хобейка из ливанских вооружённых сил подписали в Дамаске трёхстороннее соглашение, которое должно было оказать сильное влияние на Дамаск в ливанских делах. Соглашение так и не вступило в силу из-за смещения Хобейки.
В результате «войны лагерей», против которой выступала «Хезболла», между «Хезболлой» и Амалем вспыхнули ожесточённые бои. Сирийские войска вошли в этот район, чтобы помочь Амалю против Хезболлы. Сирийские войска убили десятки членов Хезболлы, утверждая при этом, что члены движения напали на них, в то время как Хезболла утверждала, что они были убиты хладнокровно. Борьба между двумя группировками продолжалась до 1989 года.
22 февраля 1987 года в ходе так называемой «Войны флага» по всему западному Бейруту развернулась жестокая битва между военным крылом друзской ПСП, Народно-освободительной армией (НОА) и Амалем. Боевые действия начались, когда один из членов НОА подошёл к станции 7 канала и заменил ливанский флаг флагом PSP, что было преднамеренным актом провокации. Битва закончилась победой движения Амаль и восстановлением ливанского флага.
17 февраля 1988 года американский руководитель группы наблюдателей Организации Объединённых Наций по наблюдению за выполнением условий перемирия в Ливане подполковник Уильям Р. Хиггинс был похищен и позднее убит после встречи с политическим лидером Южного Ливана. Амаль ответил, начав кампанию против «Хезболлы» на юге, считалось, что «Хезболла» похитила его, хотя партия и по сей день отрицает это и настаивает, что это было сделано для того, чтобы создать проблемы между ними и движением Амаль. В апреле 1988 года Амаль начал массированное наступление на позиции «Хезболлы» в Южном Ливане и южных пригородах Бейрута. В начале мая 1988 года «Хезболла» получила контроль над 80 % шиитских пригородов Бейрута благодаря своевременным нападениям.
В 1989 году Амаль принял Таифское соглашение (главным автором которого был Эль-Хусейни), чтобы положить конец гражданской войне.
В сентябре 1991 года, когда в октябре 1990 года ливанская Гражданская война закончилась под контролем Сирии, к ливанской армии присоединились 2800 военнослужащих Амаль.

## Гражданская война в Ливане

### Война лагерей
Война лагерей была серией противоречивых сражений в середине 1980-х годов между Амаль и палестинскими группами. Ориентированная на друзов «Прогрессивная Социалистическая Партия» (ПСР), левые, а также «Хезболла» поддерживали палестинцев, в то время как сирийское правительство поддерживало Амаль.

## История деятельности
Движение активно участвовало в гражданской войне в Ливане. Во время израильского вторжения 1982 года бойцы «Амаль» совместно с отрядами палестинского движения сопротивления активно участвовали в боях против Армии обороны Израиля и «Армии южного Ливана».
После принятия правительством Ливана 16 сентября 1983 года Закона № 153 «Относительно ассоциаций» (согласно которому, политическим движениям запрещалось создавать военизированные формирования) и последовавших затем попыток разоружения сторонников движения, имели место несколько вооружённых столкновений «Амаль» с подразделениями ливанской армии. 25 сентября 1983 года при посредничестве представителя Саудовской Аравии между правительством Ливана, «Амаль», «Фронтом национального спасения» и «Ливанским фронтом» было подписано соглашение о прекращении огня и формировании Совета национального примирения.
Однако в январе-феврале 1984 года последовали новые столкновения «Амаль» с частями правительственных войск, принявшие вид затяжных боевых действий. В конце 1985 года при содействии Сирии в Дамаске было подготовлено соглашение между тремя лидерами ведущих военно-политических сил страны («Амаль», Прогрессивно-социалистической партией Ливана и «Ливанскими силами»), однако переворот и смена руководства у христиан из «Ливанских сил» помешали заключению договорённости.
В начале 1987 года отряды «Амаль» вступили в вооружённые столкновения с палестинскими отрядами (т. н. «Война лагерей»), позднее в борьбе за влияние в шиитской общине имели место также столкновения «Амаль» с боевиками «Хезболлах».

## Вооружённые формирования
На начало 1975 года в рядах ополчения «Амаль» насчитывалось около 1 500 — 3 000 участников, вооружённых в основном лёгким стрелковым оружием, однако в середине 1980-х, в зените власти её вооружённые отряды насчитывали уже до 14 тысяч бойцов (в том числе около 6 тысяч бывших военнослужащих-шиитов из состава VI бригады ливанской армии), имевших некоторое количество артиллерии и бронетехники.
После завершения гражданской войны в Ливане в октябре 1990 года, часть вооружённых формирований «Амаль» была распущена, а VI бригада возвратилась в состав ливанской армии. В сентябре 1991 года ещё 2 800 членов ополчения «Амаль» были переведены в состав вооружённых сил Ливана.

## Политическое влияние
Движение «Амаль» с 1990 года имеет постоянное представительство в парламенте страны. В 2000 году в ливанский парламент были избраны 9 членов «Амаль», ставшие основой фракции «Опора и развитие» (16 депутатов), лидер «Амаль» Набих Берри стал председателем ливанского парламента. К 2004 году «Амаль» имело уже 14 мест, а в 2006 году — 15 мест из 128.